# Смага, Иосиф Иванович
Иосиф (Юзеф) Иванович Смага (пол. Józef Smaga; 2 февраля 1896, Домбрувка — 9 декабря 1982, Ленинград) — военный деятель, военный летчик, генерал-майор авиации (ВВС СССР), генерал бригады (ВВС ПНР).

## Биография
Родился 2 февраля 1896 года в местечке Домбрувка (ныне Люблинское воеводство, Любартовский повят, гмина Камёнка). Поляк. Окончил в 1908 году среднюю школу, работал слесарем в Люблине. Во время Первой мировой войны эвакуирован на восток, работал на заводе в Петрограде. За участие в стачках, организованных революционерами, уволен с завода, позже призван в Русскую императорскую армию.
После Февральской революции примкнул к красногвардейцам (Путиловский завод в Петрограде), став членом РСДРП и СДКПиЛ. Участвовал в Октябрьской революции в боях в Петрограде, в феврале 1918 года участвовал в обороне города. В марте 1918 года возглавил дружину и взвод Юрьевского батальона Путиловской стрелковой дивизии, с апреля 1918 года занимался агитацией вступления в большевистское движение в Западной стрелковой дивизии. С января 1919 года служил в авиационных частях Западной дивизии, сотрудник политотдела 17-й стрелковой дивизии. Занимал пост комиссара 38-го авиаотряда Западного фронта.
В 1920 году Смага получил должность инструктора в лётной школе в Егорьевске. Окончил в 1924 году Борисоглебское авиационное училище, с октября 1925 года служил в 8-й авиационной эскадрилье, с мая 1929 года командир эскадрильи 3-й военной школы лётчиков и лётчиков-наблюдателей в Оренбурге. В июле 1933 года возглавил 23-ю тяжёлую бомбардировочную авиационную бригаду в Монино, в 1935—1936 годах слушатель курсов Военно-воздушной академии РККА (окончил оперативный факультет), позже заместитель командира 1-й авиационной бригады в Военно-морском авиационном училище имени Сталина в командно-начальствующем составе Черноморского флота и начальника отдела ВУЗ Управления ВВС РККА.
23 июня 1938 года Смага был арестован, попав под сталинские репрессии, но был освобождён и восстановлен на службе в августе 1940 года, став заместителем командира авиационной бригады в Северо-Кавказском военном округе. С мая 1941 года командир полка Батайской авиационной школы пилотов имени А. К. Серова.
На фронте Великой Отечественной войны с 1941 года, участвовал в сражениях против немцев в 1942—1943 годах. В апреле 1944 года направлен в Польские Вооружённые силы в СССР в звании полковника, командовал 2-м ночным бомбардировочным авиационным полком «Краков», 30 июля 1944 года назначен и. о. командира 1-й польской авиационной дивизии, а с 31 августа командир этой дивизии. Руководил операциями на Варецко-Магнушевском направлении и в окрестностях Варшавы. 11 ноября 1944 года произведён в генералы бригады решением Государственного совета, позже постановлением Совета народных комиссаров СССР присвоено воинское звание генерал-майор авиации. С 27 декабря 1944 года командир объединённого авиационного училища в Замосьце, с 13 апреля 1945 года — командир Демблинского военного авиационного училища. В мае 1946 года отправлен в отставку по распоряжению маршала Михала Роли-Жимерского. В июле того же года вернулся в СССР, в отставке с 1948 года.
Проживал в Ленинграде до своей смерти 9 декабря 1982 года.

## Память
Имя Смаги Иосифа Ивановича носила 4-я смешанная авиационная дивизия в Мальборке и начальная школа в Корытове (Жирардув).

## Награды
- Орден Ленина (1945)[6]
- Орден Красного Знамени (1944, дважды)[6]
- Орден Красной Звезды[6]
- Орден Возрождения Польши III степени (1945)[6]
- Орден «Крест Грюнвальда» III степени (11 мая 1945)[6] — решением Президиума Государственного народного совета ПНР за героические усилия и деяния, совершённые в борьбе с немецкими захватчиками[7][8]
- Золотой крест Заслуги (1946)[6]
- Медаль «За Варшаву 1939—1945»[6]
- Памятные медали[6]